# Marathon van Fukuoka 1954
De marathon van Fukuoka 1954 werd gelopen op zondag 5 december 1954. Het was de 8e editie van de marathon van Fukuoka. Aan deze wedstrijd mochten alleen mannelijke elitelopers deelnemen. De Argentijn Reinaldo Gorno kwam als eerste over de streep in 2:24.55.

## Uitslagen
| rang   | naam                 | land | tijd    |
| ------ | -------------------- | ---- | ------- |
| Goud   | Reinaldo Gorno       | ARG  | 2:24.55 |
| Zilver | Veikko Karvonen      | FIN  | 2:26.10 |
| Brons  | Erkki Puolakka       | FIN  | 2:29.17 |
| 4      | Yoon-Chil Choi       | KOR  | 2:31.00 |
| 5      | Yoshitaka Uchikawa   | JPN  | 2:32.02 |
| 6      | Sadaaki Tanabe       | JPN  | 2:33.36 |
| 7      | Hideo Hamamura       | JPN  | 2:33.51 |
| 8      | Toyoichi Nakata      | JPN  | 2:34.20 |
| 9      | Zenzo Shibata        | JPN  | 2:34.36 |
| 10     | Kurao Hiroshima      | JPN  | 2:35.12 |
| 11     | Nobuyoshi Sadanaga   | JPN  | 2:36.33 |
| 12     | Shunji Koyanagi      | JPN  | 2:36.44 |
| 13     | Kenichi Shikanai     | JPN  | 2:37.08 |
| 14     | Hidenori Baba        | JPN  | 2:37.31 |
| 15     | Ayao Chiba           | JPN  | 2:38.36 |
| 16     | Yoshikatsu Takahashi | JPN  | 2:38.55 |
| 17     | Yoshinori Kawashima  | JPN  | 2:38.56 |
| 18     | Masao Morishita      | JPN  | 2:39.25 |
| 19     | Keizo Yamada         | JPN  | 2:39.46 |
| 20     | Yoshinori Hirasaki   | JPN  | 2:39.55 |
| 21     | Ezequiel Bustamente  | ARG  | 2:41.05 |
| 22     | Kenkichi Kikuchi     | JPN  | 2:41.35 |
| 23     | Toshihiko Miyajima   | JPN  | 2:42.16 |

1947 ·
1948 ·
1949 ·
1950 ·
1951 ·
1952 ·
1953 ·
1954 ·
1955 ·
1956 ·
1957 ·
1958 ·
1959 ·
1960 ·
1961 ·
1962 ·
1963 ·
1964 ·
1965 ·
1966 ·
1967 ·
1968 ·
1969 ·
1970 ·
1971 ·
1972 ·
1973 ·
1974 ·
1975 ·
1976 ·
1977 ·
1978 ·
1979 ·
1980 ·
1981 ·
1982 ·
1983 ·
1984 ·
1985 ·
1986 ·
1987 ·
1988 ·
1989 ·
1990 ·
1991 ·
1992 ·
1993 ·
1994 ·
1995 ·
1996 ·
1997 ·
1998 ·
1999 ·
2000 ·
2001 ·
2002 ·
2003 ·
2004 ·
2005 ·
2006 ·
2007 ·
2008 ·
2009 ·
2010 ·
2011 ·
2012 ·
2013 ·
2014 ·
2015 ·
2016 ·
2017